# Karstarma
Karstarma is een geslacht van kreeftachtigen uit de klasse van de Malacostraca (hogere kreeftachtigen).

## Soorten
- Karstarma ardea Wowor & Ng, 2009
- Karstarma balicum (Ng, 2002)
- Karstarma boholano (Ng, 2002)
- Karstarma cerberus (Holthuis, 1964)
- Karstarma emdi (Ng & Whitten, 1995)
- Karstarma guamense (Ng, 2002)
- Karstarma jacksoni (Balss, 1934)
- Karstarma jacobsoni (Ihle, 1912)
- Karstarma loyalty (Ng, 2002)
- Karstarma microphthalmus (Naruse & Ng, 2007)
- Karstarma novabritannia (Ng, 1988)
- Karstarma philippinarum Husana, Naruse & Kase, 2010
- Karstarma sulu (Ng, 2002)
- Karstarma ultrapes (Ng, Guinot & Iliffe, 1994)
- Karstarma waigeo Wowor & Ng, 2009